# Hathliodes grammicus
Hathliodes grammicus är en skalbaggsart som först beskrevs av Francis Polkinghorne Pascoe 1859.  Hathliodes grammicus ingår i släktet Hathliodes och familjen långhorningar. Inga underarter finns listade i Catalogue of Life.